# 贾科莫·恰米奇安
贾科莫·路易吉·恰米奇安 （Giacomo Luigi Ciamician，1857年8月27日—1922年1月2日），亚美尼亚裔意大利光化学家、参议员 ，最早进行光化学反应研究者之一，太阳能板之父。

## 生平
恰米奇安于1857年出生于意大利北方的里雅斯特（当时属于奥地利帝国），父母皆为亚美尼亚人。
恰米奇安是光化学的早期研究者，1900年至1914年间发表了40篇研究文章和9篇备忘录。他1886年从德国吉森大学获得博士学位的时候，发表了最早的光化学的实验，题为“以醌转换氢醌”。他被认为是太阳能板之父。他在屋顶上设置的太阳能板点亮了实验室的灯泡。1922年他在第八次国际应用化学会议上发表了对太阳光伏作为世界清洁能源的预言：
在干旱地区将会涌现没有硝烟与烟囱的工厂；玻璃管的森林将在地平线上不断延伸，玻璃建筑将无处不在；植物光合作用将不再神秘，人类发展的技术将会为人类发展提供比大自然更加丰富的食物。只要大地阳光普照，即使煤炭遥远的未来将有一天枯竭，人类文明也不会停止，生命和文明将继续下去！"
他于1901年6月获得了格拉斯哥大学的荣誉法学学位。
恰米奇安于1922年逝世于意大利博洛尼亚。

## 发表
- Ciamician synthesis of pyridines from pyrroles; Ciamician, G.; Dennestedt, M. Chem. Ber. 1881, 14, 1153
- Ciamician photodisproportionation; Ciamician, G.; Silber, P. Chem. Ber. 1901, 34, 2040

## 链接
- Giacomo Luigi Ciamician at Michigan State University